# Gerd Brinkhus
Gerd Brinkhus (* 29. Juni 1943 in Vechta) ist ein deutscher Germanist und Bibliothekar.

## Leben
Nach dem Schulbesuch in Vechta bestand Gerd Brinkhus 1963 am dortigen Gymnasium Antonianum die Reifeprüfung. Nach der Absolvierung des Wehrdienstes (1963 bis 1965) studierte er seit dem Sommersemester 1965 die Fächer Germanistik und Geschichte an der Eberhard-Karls-Universität Tübingen. Im Februar 1970 legte er hier die wissenschaftliche Prüfung für das Lehramt an Gymnasien in diesen beiden Fächern ab. 1972 folgte die Promotion im Fach Germanistik bei Burghart Wachinger. Nachdem er neben der Arbeit an seiner Dissertation in der Bibliotheksverwaltung des Deutschen Seminars der Universität Tübingen tätig war und die Planung für eine integrierte Fachbereichsbibliothek für die neuphilologischen Fächer koordinierte, trat er 1972 als Bibliotheksreferendar in den Dienst der Universitätsbibliothek Tübingen und legte 1973 die Fachprüfung für den höheren Bibliotheksdienst am Bibliothekar-Lehrinstitut des Landes Nordrhein-Westfalen ab. Von 1973 bis zum Eintritt in den Ruhestand (2008) arbeitete Brinkhus als Fachreferent und Abteilungsleiter an der Universitätsbibliothek Tübingen.
Ein besonderer Schwerpunkt seiner beruflichen Arbeit war und ist die Erschließung von Handschriften und historischen Drucken und ihre Restaurierung. Über viele Jahre hinweg war Brinkhus als Schriftleiter, Autor und Leiter von Fortbildungsseminaren und Tagungen im Rahmen der Internationalen Arbeitsgemeinschaft der Archiv-, Bibliotheks- und Graphikrestauratoren (IADA) tätig. Hinzu kommt seine Aktivität zum Aufbau des Instituts für Erhaltung von Archiv- und Bibliotheksgut in Ludwigsburg und die Initiierung des Landesrestaurierungsprogramms Baden-Württemberg.

## Schriften (Auswahl)
- Die Bücherstiftung Konrad Hagers für die Universität Tübingen im Jahre 1539/41. Eine Studie zum ältesten erhaltenen Bestand der Tübinger Universitätsbibliothek. Köln 1973 (abgedruckt in: Bibliothek und Wissenschaft, Bd. 14/1980, S. 1–109).
- 450 Jahre im Dienst der Universität. Zur Geschichte der Tübinger Universitätsbibliothek. In: Attempto, Jg. 51/52 (1974), S. 37–40.
- Eine bayerische Fürstenspiegelkompilation des 15. Jahrhunderts. Untersuchungen und Textausgabe (= Münchener Texte und Untersuchungen zur deutschen Literatur des Mittelalters. Bd. 66). Artemis-Verlag, München 1978, ISBN 3-7608-3366-7 (Dissertation Universität Tübingen).
- (Hrsg.): Grieshaber und das Buch. Eine Ausstellung der Universitätsbibliothek zum 70. Geburtstag HAP Grieshabers; 25. Mai bis 14. Juli 1979. Universitätsbibliothek Tübingen 1979.
- Instandsetzung von Kulturgut. Konservierung, Restaurierung, Renovierung, Rekonstruktion und Replik. Zur Begriffserklärung und zu den Grundsätzen. In: Hartmut Weber (Hrsg.): Bestandserhaltung in Bibliotheken und Archiven. Kohlhammer, Stuttgart 1992, ISBN 3-17-012112-X, S. 43–52.
- (Hrsg.): Ein Spaziergang durch Krähwinkel. Nebst einigen Briefen aus demselben von dem quiesc. Runkel-Rüben Commissions-Assessor Sperling. Klöpfer & Meyer, Tübingen 1995, ISBN 3-9803240-3-6.
- mit Felix Heinzer: Die Esslinger mittelalterlichen Papierhandschriften. In: Esslinger Studien. Bd. 36 (1997), S. 41–78.
- (Mitautor): Eine Stadt des Buches. Tübingen 1498–1998 (= Tübinger Kataloge. Bd. 50). Kulturamt, Tübingen 1998, ISBN 3-910090-25-7.
- Das Buchwesen zur Zeit Frischlins. In: Sabine Holtz (Hrsg.): Nicodemus Frischlin (1547–1590). P(oetische und prosaische Praxis unter den Bedingungen des konfessionellen Zeitalter (= Arbeiten und Editionen zur mittleren deutschen Literatur, N.F. Bd. 1). Frommann-Holzboog, Stuttgart-Bad Cannstatt 1999, ISBN 3-7728-1832-3, S. 143–161.
- mit Arno Mentzel-Reuters: Die lateinischen Handschriften der Universitätsbibliothek Tübingen. Bd. 2 (Signaturen Mc 151 bis Mc 379) (= Handschriftenkataloge der Universitätsbibliothek Tübingen. Bd. 1. 2). Harrassowitz, Wiesbaden 2001, ISBN 3-447-04422-5.
- Samuel Streler. Ein Tübinger Buchbinder und Bibliopola im 16. Jahrhundert. In: Sönke Lorenz (Hrsg.): Tubingensia. Impulse zur Stadt- und Universitätsgeschichte. Festschrift für Wilfried Setzler zum 65. Geburtstag (= Tübinger Bausteine zur Landesgeschichte. Bd. 10). Thorbecke, Ostfildern 2008, ISBN 978-3-7995-5510-4, S. 247–255.
- mit Silke Schöttle: ... ein Schatz der nit allweg zubekhommen. Überlegungen zur Rekonstruktion der Bibliothek des Ludwig Gremp von Freudenstein. In: Sönke Lorenz. (Hrsg.): Die Universität Tübingen zwischen Scholastik und Humanismus (= Tübinger Bausteine zur Landesgeschichte. Bd. 20). Thorbecke, Ostfildern 2012, ISBN 978-3-7995-5520-3.
- (Mitbearb.): Das Bebenhäuser Urbar von 1356. bearb. von Wolfgang Wille. Kohlhammer, Stuttgart 2013, ISBN 978-3-17-021666-2.
- mit Ewa Dubowik-Baradoy und Astrid Breith: Inkunabeln der Universitätsbibliothek Tübingen, der Fürstlich Hohenzollerischen Hofbibliothek Sigmaringen und des Evangelischen Stifts Tübingen (= Inkunabeln in Baden-Württemberg. Bestandskataloge. Bd. 4). Harrassowitz, Wiesbaden 2014, ISBN 978-3-447-10266-7.
- Inkunabelkataloge heute. Der Inkunabelkatalog der Universitätsbibliothek Tübingen und INKA. In: Wolfenbütteler Notizen zur Buchgeschichte, Bd. 42 (2017), S. 137–143.
- Zum Buchgewerbe in Reutlingen im 15. Jahrhundert. In: Reutlinger Geschichtsblätter. N.F. Bd. 58 (2019), S. 9–24.
- Matthäus Beger und seine "Bibliotheken". "Trium bibliothecarum restaurator autor et fundator". In: Reutlinger Geschichtsblätter, N.F. Bd. 61 (2022), S. 59–88.

Festschrift
- Thomas Stäcker (Bearb.): „Gewickelt auf Büchern“.  Festschrift für Gerhard Brink[h]us zum 65. Geburtstag (= Wolfenbütteler Notizen zur Buchgeschichte. Bd. 33). Harrassowitz, Wiesbaden 2008.